# 近藤晴貞
近藤 晴貞（こんどう はるさだ、1952年10月26日 - ）は、日本の一級建築士、実業家。西松建設代表取締役社長、同社取締役会長、全国建設業協会会長などを務めた。

## 人物・経歴
愛知県蒲郡市生まれ。蒲郡市立塩津中学校、愛知県立時習館高等学校を経て、1978年東京工業大学大学院総合理工学研究科社会開発工学専攻修了、西松建設入社。一級建築士でもあり、建築畑を歩み、2005年取締役関東支店長代理に昇格。2008年取締役常務執行役員関東支店長。2009年から代表取締役社長を務め、西松建設事件を受け経営刷新を進めた。2012年東京建設業協会会長。2014年全国建設業協会会長。2018年西松建設取締役会長。2023年、旭日重光章受章。